# 日立製作所ニュートン・エイクリフ工場
座標: 北緯54度35分33秒 西経1度35分15秒 / 北緯54.5925度 西経1.5875度

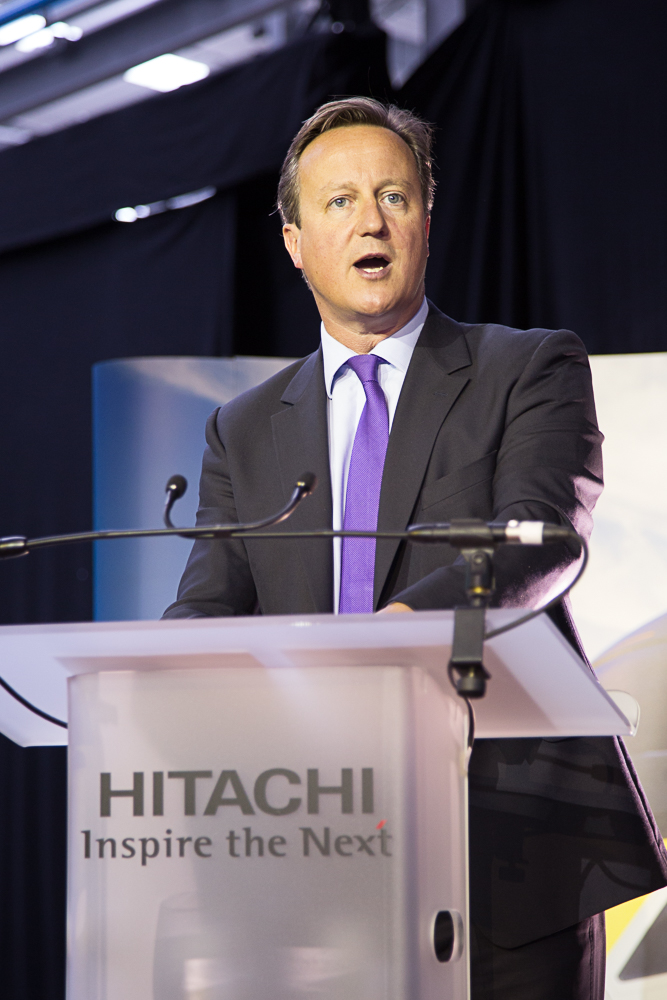
工場の開所式にて、デイヴィッド・キャメロン首相（当時）

日立製作所ニュートン・エイクリフ工場（英語: Hitachi Newton Aycliffe、Newton Aycliffe Manufacturing Facility）はイギリス、イングランド北東部のダラム、ニュートン・エイクリフに所在する日立レール・リミテッド（日立製作所子会社）の鉄道車両工場である。

## 概要
日立製作所におけるヨーロッパ初の工場であり、イースト・コースト本線およびグレート・ウェスタン本線のインターシティ125、225の置き換え計画であるインターシティ・エクスプレス計画（IEP）の受注を機に2013年に着工、総工費8200万ポンドをかけて2015年に完成した。当初は構体の製造設備はなく、日本からの構体への部品取り付けのみを担当したが、2021年に構体溶接設備が増設され、構体製造以降の全工程が可能となった。最盛期の2017年10月には従業員数が1000人を突破したが、新車需要が一段落した2020年以降は700人程度まで減少している。

## 沿革
イギリス運輸省は2007年にインターシティ125の置き換えのために新型車両を導入することを決め、2009年2月12日に日立製作所が主導する合弁企業であるアジリティ・トレインズが落札したと発表した。2011年に日立製作所は新工場の場所としてイングランド北東部ダラムのニュートン・エイクリフにマーチャント・プレイス開発が開発した工業団地アマゾン・パーク（2013年半ばにマーチャント・パークに改称）を選定した。ヘイントン駅（英語版）の近くにあり、ティーズ・ヴァレー線の線路に隣接した面積43,000km2の用地である。2012年7月にはファースト・グレート・ウェスタンとの契約の締結を受けて建設を進めることを発表し、2013年11月1日にシェファード・グループ（英語版）と建設の契約が8200万ポンドで結ばれた。建設の開始は同年中に予定され、2015年に生産開始、2016年に完全操業というスケジュールがたてられ、2014年6月に骨組みが完成、10月にはトッピング・アウトが行われた。2015年9月3日には中西宏明日立製作所会長、デイヴィッド・キャメロン首相、ジョージ・オズボーン財務相ら出席のもと、開所式が行われた。開所時点で420人の雇用を創出しており、最大でさらに700人以上を雇用するとされた。この地域では2015年にティーズサイド製鉄所が一部設備を残して閉鎖され、3000人が解雇されており、求人には16,000人以上が応募したと報道されている。
2016年1月にはエディンバラ～グラスゴー改善計画（英語版）の一環として日立製作所が385形の製造契約を落札し、大半をニュートン・エイクリフ工場で組み立てることが発表された。また、同年3月にはファーストグループのトランスペナイン・エクスプレス・フランチャイズ落札を受け、802形がニュートン・エイクリフ工場にて組み立てられることが発表された。
また、イギリスのEU離脱をめぐっては、中西宏明は離脱が決まった場合にはニュートン・エイクリフ工場への投資規模が縮小されることになると述べており、地元労働党議員で離脱反対派のフィル・ウィルソン（英語版）はこれを強調している。
2019年3月にはファーストグループがイースト・コースト・トレインズ向けにAT300（A-trainの一種・803形）を5本発注した。これらはニュートン・エイクリフ工場で製造され、1億ポンドの契約の一環として10年間日立が整備を請け負うことになっている。発表時、日立側はロンドン地下鉄の車両置き換え計画でシーメンスに負けたばかりであり、新規の受注が必要だったと述べた。また、イースト・ミッドランズ・フランチャイズの電気・ディーゼル両用車両やタイン・アンド・ウィア・メトロの車両置き換え計画に入札する予定だとした。
同年7月、日立がイースト・ミッドランズ・レールウェイ向けに165両の車両を製造することが明らかになった。これらは編成あたりディーゼルエンジンを4基搭載した電気・ディーゼル両用車両であり、5両編成に組成される（810形）。ミッドランド本線の車両限界の関係上、車体長はインターシティ・エクスプレス計画の800・801・802形より2m短い24mとなり、契約の金額は4億ポンドであるとされている。
2020年1月、IEP関連の受注が一段落したことから250人規模の人員削減を表明した。
2020年のアヴァンティ・ウェスト・コースト向け805形の受注を機に翌年には摩擦攪拌溶接設備が新設され、それまで笠戸事業所で実施してきた構体溶接作業が本事業所内でも可能となった。これにより更なるサプライチェーン拡大及び雇用増が見込まれるとされた。

## 工場
ニュートン・エイクリフ工場は31.5エーカーの面積があり、建屋部分だけでも44,000m2にのぼる。最大で月間35両の組み立てが可能である。なお、工場はジョージ・スティーヴンソンが世界で初めて旅客営業を行った蒸気機関車であるロコモーション1号を組み立てた場所の近くにある。

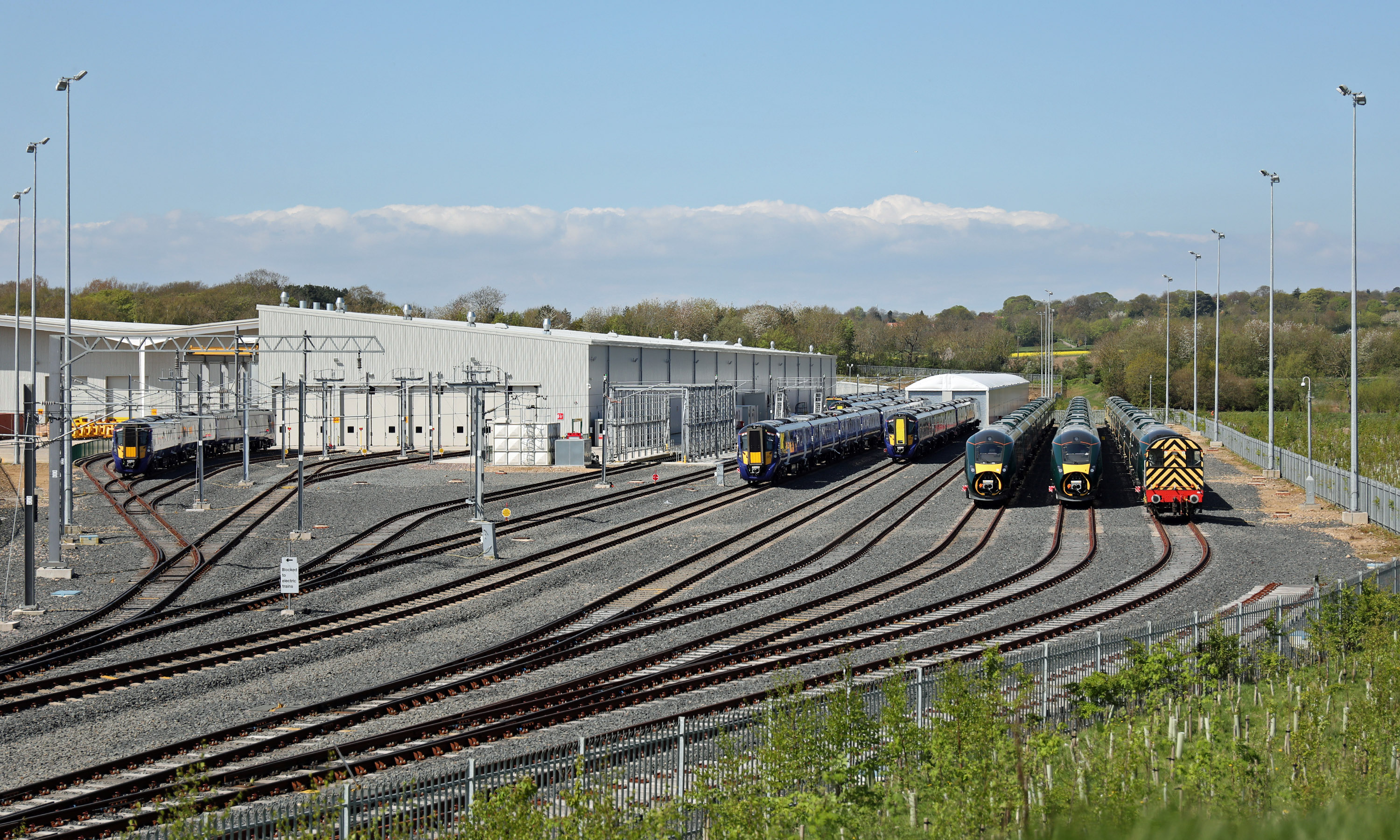
ニュートン・エイクリフ工場外に並ぶ385形・800/3形・08形（入換機関車）